# Araniella displicata
Araniella displicata  - gatunek pająka z rodzaju Araniella, należący do rodziny krzyżakowatych. Gatunek występuje na całej półkuli północnej.

## Synonimy
- Araniella croatica - Kulczyński, (1905 r.)[1]
- Epeira displicata Hentz, (1847 r.)
- Araneus displicatus

## Charakterystyka
Samice osiągają rozmiar 6-11 mm, samce są mniejsze maksymalnie do 5 mm.